# Michael Johnson (peleador)
Michael Julian Johnson (San Luis, Misuri; 4 de junio de 1986) es un artista marcial mixto estadounidense que actualmente compite en la categoría de peso ligero en Ultimate Fighting Championship.

## Primeros años
Nació en San Luis, Misuri, Johnson fue criado como el más joven de sus tres hermanos. Johnson comenzó a pelear a la edad de 10 años, después del ataque cardíaco de su padre. El incidente hizo que Johnson quisiera ejercer su ira físicamente. Johnson dijo más tarde: "Perdí algo, una gran parte de mí ...". La lucha era mi manera de no tratar con el paso de mi papá. Ahora que lo pienso, por supuesto, era la cosa incorrecta a hacer, especialmente poniendo toda esa carga sobre mi mamá que tiene que ocuparse de ella. Johnson era un atleta de tres deportes de la universidad en la High School secundaria de Marquette en Chesterfield, Misuri. Johnson más tarde recibió una beca para jugar al fútbol en la Universidad Central Metodista, pero fue trasladado después de un año a Meramec Community College, donde fue uno de los mejores luchadores NJCAA en el país.

## Carrera de artes marciales mixtas

### The Ultimate Fighter
Johnson firmó con la Ultimate Fighting Championship para aparecer en The Ultimate Fighter: Team GSP vs. Team Koscheck.
La entrada de Johnson en el programa fue, en parte, debido a su persistencia en asistir a las pruebas para el show. Después de hacer la ronda de la entrevista final de The Ultimate Fighter: Team Nogueira vs. Team Mir, a Johnson se le comunicó que no era el adecuado para el show. Johnson probó suerte para la novena temporada del programa, antes de finalmente ser aceptado en la duodécima temporada después de decirle a los productores, "me he cansado de perseguirles [palabrería] en todo el país. No voy a ir a ninguna parte, si ustedes no me eligen, lo voy a intentar de nuevo. " Finalmente, Johnson fue firmado.
La primera pelea de Johnson tuvo lugar en el debut de la temporada, donde se enfrentó al invicto Pablo Garza. Johnson logró la victoria por decisión unánime, lo que lo llevó a la casa.
En el segundo episodio, St-Pierre y Koscheck tenían a Johnson encabezando sus listas cuando llegó la hora de seleccionar a combatientes. Sin embargo, durante el proceso de selección de equipos, St-Pierre creó una lista falsa que no tenía a Johnson entre sus mejores selecciones, y lo mostró sutilmente a Koscheck para engañarlo para que lo creyera. Esto pareció manipular a Koscheck en la elección de Marc Stevens, ya que pensaba que podía elegir a Johnson más tarde. Esto permitió a St-Pierre elegir a Johnson con la segunda selección general.
Johnson compitió en su combate preliminar contra Aaron Wilkinson en el tercer episodio. Después de algunos primeros intercambios sorprendentes en la primera ronda, Wilkinson fue capaz de tomar a Johnson y utilizar golpes y codos. En la segunda ronda, Johnson consiguió un superman punch, así como un derribo. Después de derribos por parte de ambos, Johnson hizo un intento final y tomó la segunda ronda en las puntuaciones de los jueces. En la ronda decisiva, Johnson atacó rápidamente, lo que le permitió ganar la pelea a través de un rear naked choke.
En el episodio 8, el equipo GSP tuvo que elegir qué miembros del equipo lucharían entre sí (teniendo en cuenta que tenían 5 miembros en cuartos de final). St. Pierre pidió a cada miembro que escogieran al peleador con el que querían pelear. Johnson y Alex Caceres se escogieron y se programó una pelea. Johnson ganó por decisión unánime después de dos rondas, ganándose un lugar en las semifinales.
En la ronda final, Johnson se enfrentó al otro miembro del equipo Koscheck, Nam Phan. El resultado después de la pelea fue que Johnson ganó la primera ronda, y Phan la segunda. La tercera estaba en disputa, sin embargo, el entrenador de cada peleador estaba convencido de que sus luchadores habían ganado la ronda. Johnson fue declarado ganador por decisión dividida.

### Ultimate Fighting Championship
Johnson hizo su debut en la UFC en The Ultimate Fighter: Team GSP vs. Team Koscheck Finale contra Jonathan Brookins. Esa pelea determinó al ganador de The Ultimate Fighter 12. Después de una impresionante primera ronda, Johnson perdió las rondas dos y tres y posteriormente la pelea por decisión unánime, dejándole subcampeón.
Johnson estaba buscando luchar fuera de la UFC antes de volver a la promoción. La pelea fue para encabezar la cartelera del North American Fighting Championship contra Jim Bleau. Sin embargo, después de obtener una pelea UFC, Johnson se retiró de la pelea de NAFC para enfocar su entrenamiento en el combate de UFC. Johnson enfrentó a Edward Faaloloto el 26 de junio de 2011 en UFC on Versus 4 ganando la pelea a través de TKO en la primera ronda.
Johnson enfrentó a Paul Sass el 1 de octubre de 2011 en UFC en Versus 6. Perdió la pelea a través de la sumisión en la primera ronda.
Se esperaba que Johnson se enfrentara a Cody McKenzie el 28 de enero de 2012 en UFC on Fox 2. Sin embargo, McKenzie se vio obligado a salir de la pelea por una lesión y fue reemplazado por Shane Roller. Johnson derrotó a Roller por decisión unánime, con los tres jueces anotando el combate 29-28.
Johnson se enfrentó a Tony Ferguson el 5 de mayo de 2012 en UFC on Fox 3, sustituyendo a Thiago Tavares por lesión. Ganó la pelea por decisión unánime.
Johnson se esperaba que enfrentara a Danny Castillo el 1 de septiembre de 2012 en UFC 151. Sin embargo, después de que UFC 151 fuera cancelado, el combate fue reprogramado y tuvo lugar el 5 de octubre de 2012 en UFC en FX 5. Johnson ganó a través de KO a los 1:06 minutos de la segunda ronda. Johnson fue galardonado con el premio KO de la Noche.
Johnson luchó contra Myles Jury el 29 de diciembre de 2012 en UFC 155. Perdió la pelea por decisión unánime.
Johnson se enfrentó a Reza Madadi el 6 de abril de 2013 en UFC on Fuel TV 9. A pesar de casi terminar Madadi con un head kick en la primera ronda, finalmente sucumbió a la lucha libre de Madadi y perdió la lucha a través de la sumisión en la tercera ronda.
Johnson se enfrentó a Joe Lauzon el 17 de agosto de 2013 en UFC Fight Night 26. Ganó la pelea por decisión unánime.
Johnson enfrentó a Gleison Tibau el 28 de diciembre de 2013 en UFC 168. Ganó la pelea de manera impresionante con un nocaut en la segunda ronda.
Debido a una lesión de Ross Pearson, Johnson lo reemplazó para enfrentar a Melvin Guillard en UFC Fight Night 37. Johnson ganó la pelea por decisión unánime.
Se esperaba que Johnson se enfrentara a Josh Thomson el 26 de julio de 2014 en UFC on Fox 12. Sin embargo, el 11 de julio, el UFC anunció que había sido retirado de la pelea. Más tarde se reveló que Johnson fue retirado de la pelea y no competirá durante el resto de 2014 después de su detención en relación con una disputa doméstica en Palm Beach County, Florida en abril de 2014.
Johnson se enfrentó a Edson Barboza el 22 de febrero de 2015 en UFC Fight Night 61. Ganó la pelea por decisión unánime.
Johnson enfrentó a Beneil Dariush el 8 de agosto de 2015 en UFC Fight Night 73. Perdió la pelea por decisión dividida. Todos los principales medios de comunicación de MMA encuestados por las decisiones de MMA anotó la pelea como victoria por decisión de Johnson.
Johnson enfrentó a Nate Diaz el 19 de diciembre de 2015 en UFC en Fox 17. Perdió la pelea por decisión unánime. Ambos participantes fueron galardonados con la Pelea de la Noche.
Se esperaba una revancha con Tony Ferguson el 5 de marzo de 2016 en el UFC 196. Sin embargo, el 27 de enero, se anunció que Johnson se retiró de la pelea debido a una lesión.
Johnson se enfrentó a Dustin Poirier el 17 de septiembre de 2016 en UFC Fight Night 94. Ganó la lucha a través de nocaut en la primera ronda.
Johnson enfrentó a Khabib Nurmagomedov el 12 de noviembre de 2016 en UFC 205. Perdió la pelea por sumisión en la tercera ronda.
Johnson se enfrentó a Justin Gaethje el 7 de julio de 2017 en el evento principal de The Ultimate Fighter 25 Finale. A pesar de sacudir a Gaethje dos veces con golpes, Johnson no pudo finalizarlo y perdió la pelea por nocaut técnico debido a una combinación de puñetazos y rodillas en la segunda ronda. La pelea le valió a Johnson su segundo bonus extra a Pelea de la Noche.
Johnson se enfrentó a Darren Elkins en una pelea de peso pluma el 14 de enero de 2018 en UFC Fight Night: Stephens vs. Choi. Perdió la pelea a través de sumisión en la segunda ronda.
Johnson se enfrentó a Andre Fili el 25 de agosto de 2018 en UFC Fight Night 135. Ganó la pelea por decisión dividida.
Johnson se enfrentó a Artem Lobov el 27 de octubre de 2018 en UFC Fight Night 138. Ganó la pelea por decisión unánime.
Johnson enfrentó a Josh Emmett en UFC on ESPN: Barboza vs. Gaethje el 30 de marzo de 2019. Perdió el combate por la vía del nocaut.

## Vida personal
Johnson entrenó en Springfield Fight Club, que es un afiliado de Gracie Barra con sede en Springfield, Misuri. Johnson también trabajó allí como el auxiliar entrenador de artes marciales mixtas.

## Campeonatos y logros
- Ultimate Fighting Championship
  - Pelea de la Noche (Una vez)
  - KO de la Noche (Una vez)
  - Actuación de la Noche (Una vez)

## Récord en artes marciales mixtas
| Resultado | Récord | Oponente              | Método                        | Evento                                                  | Fecha                    | Ronda | Tiempo | Localización                | Notas                                               |
| --------- | ------ | --------------------- | ----------------------------- | ------------------------------------------------------- | ------------------------ | ----- | ------ | --------------------------- | --------------------------------------------------- |
| Victoria  | 24-19  | Daniel Zellhuber      | Decisión (unánime)            | UFC 318                                                 | 20 de julio de 2025      | 3     | 5:00   | Nueva Orleans, Luisiana     |                                                     |
| Victoria  | 23-19  | Ottman Azaitar        | KO (puñetazo)                 | UFC Fight Night: Covington vs. Buckley                  | 15 de diciembre de 2024  | 2     | 2:03   | Tampa, Florida              | Actuación de la noche.                              |
| Victoria  | 22-19  | Darrius Flowers       | Decisión (unánime)            | UFC Fight Night: Hermansson vs. Pyfer                   | 10 de febrero de 2024    | 3     | 5:00   | Las Vegas, Nevada           |                                                     |
| Derrota   | 21-19  | Carlos Diego Ferreira | KO (puñetazo)                 | UFC Fight Night: Dern vs. Hill                          | 20 de mayo de 2023       | 2     | 1:50   | Las Vegas, Nevada           |                                                     |
| Victoria  | 21-18  | Marc Diakiese         | Decisión (unánime)            | UFC on ESPN: Thompson vs. Holland                       | 3 de diciembre de 2022   | 3     | 5:00   | Orlando, Florida            |                                                     |
| Derrota   | 20-18  | Jamie Mullarkey       | Decisión (dividida)           | UFC on ESPN: dos Anjos vs. Fiziev                       | 9 de julio de 2022       | 3     | 5:00   | Las Vegas, Nevada           | Pelea de la noche.                                  |
| Victoria  | 20-17  | Alan Patrick          | KO (puñetazos)                | UFC on ESPN: Błachowicz vs. Rakić                       | 14 de mayo de 2022       | 2     | 3:22   | Las Vegas, Nevada           |                                                     |
| Derrota   | 19–17  | Clay Guida            | Decisión (unánime)            | UFC Fight Night: Overeem vs. Volkov                     | 6 de febrero de 2021     | 3     | 5:00   | Las Vegas, Nevada           |                                                     |
| Derrota   | 19–16  | Thiago Moisés         | Sumisión (heel hook)          | UFC Fight Night: Smith vs. Teixeira                     | 13 de mayo de 2020       | 2     | 0:25   | Jacksonville, Florida       |                                                     |
| Derrota   | 19–15  | Stevie Ray            | Decisión (mayoritaria)        | UFC Fight Night: Maia vs. Askren                        | 26 de octubre de 2019    | 3     | 5:00   | Singapur                    | Retorno al peso ligero.                             |
| Derrota   | 19–14  | Josh Emmett           | KO (golpe)                    | UFC on ESPN: Barboza vs. Gaethje                        | 30 de marzo de 2019      | 3     | 4:14   | Filadelfia, Pensilvania     |                                                     |
| Victoria  | 19–13  | Artem Lobov           | Decisión (unánime)            | UFC Fight Night: Volkan vs. Smith                       | 27 de octubre de 2018    | 3     | 5:00   | Moncton, Nuevo Brunswick    | Peso acordado (147 lbs.)                            |
| Victoria  | 18–13  | Andre Fili            | Decisión (dividida)           | UFC Fight Night: Gaethje vs. Vick                       | 25 de agosto de 2018     | 3     | 5:00   | Nebraska, Estados Unidos    |                                                     |
| Derrota   | 17–13  | Darren Elkins         | Sumisión (rear-naked choke)   | UFC Fight Night: Stephens vs. Choi                      | 14 de enero de 2018      | 2     | 2:22   | San Luis, Misuri            | Debut en el peso pluma.                             |
| Derrota   | 17–12  | Justin Gaethje        | TKO (golpes y rodillazos)     | The Ultimate Fighter: Redemption                        | 7 de julio de 2017       | 2     | 4:48   | Las Vegas, Nevada           | Pelea de la Noche.                                  |
| Derrota   | 17–11  | Khabib Nurmagomedov   | Sumisión (kimura)             | UFC 205                                                 | 12 de noviembre de 2016  | 3     | 3:12   | New York City, New York     |                                                     |
| Victoria  | 17–10  | Dustin Poirier        | KO (golpes)                   | UFC Fight Night: Poirier vs. Johnson                    | 17 de septiembre de 2016 | 1     | 1:35   | Hidalgo, Texas              | Actuación de la Noche.                              |
| Derrota   | 16–10  | Nate Diaz             | Decisión (unánime)            | UFC on Fox: dos Anjos vs. Cerrone 2                     | 19 de diciembre de 2015  | 3     | 5:00   | Orlando, Florida            | Pelea de la Noche.                                  |
| Derrota   | 16–9   | Beneil Dariush        | Decisión (dividida)           | UFC Fight Night: Teixeira vs. St. Preux                 | 8 de agosto de 2015      | 3     | 5:00   | Nashville, Tennessee        |                                                     |
| Victoria  | 16–8   | Edson Barboza         | Decisión (unánime)            | UFC Fight Night: Bigfoot vs. Mir                        | 22 de febrero de 2015    | 3     | 5:00   | Porto Alegre                |                                                     |
| Victoria  | 15–8   | Melvin Guillard       | Decisión (unánime)            | UFC Fight Night: Gustafsson vs. Manuwa                  | 8 de marzo de 2014       | 3     | 5:00   | Londres                     |                                                     |
| Victoria  | 14–8   | Gleison Tibau         | KO (golpes)                   | UFC 168                                                 | 28 de diciembre de 2013  | 2     | 1:32   | Las Vegas, Nevada           |                                                     |
| Victoria  | 13–8   | Joe Lauzon            | Decisión (unánime)            | UFC Fight Night: Shogun vs. Sonnen                      | 17 de agosto de 2013     | 3     | 5:00   | Boston, Massachusetts       |                                                     |
| Derrota   | 12–8   | Reza Madadi           | Sumisión (D'Arce choke)       | UFC on Fuel TV: Mousasi vs. Latifi                      | 6 de abril de 2013       | 3     | 1:33   | Estocolmo                   |                                                     |
| Derrota   | 12–7   | Myles Jury            | Decisión (unánime)            | UFC 155                                                 | 29 de diciembre de 2012  | 3     | 5:00   | Las Vegas, Nevada           |                                                     |
| Victoria  | 12–6   | Danny Castillo        | KO (golpes)                   | UFC on FX: Browne vs. Bigfoot                           | 5 de octubre de 2012     | 2     | 1:06   | Minneapolis, Minnesota      | KO de la Noche.                                     |
| Victoria  | 11–6   | Tony Ferguson         | Decisión (unánime)            | UFC on Fox: Diaz vs. Miller                             | 5 de mayo de 2012        | 3     | 5:00   | East Rutherford, New Jersey |                                                     |
| Victoria  | 10–6   | Shane Roller          | Decisión (unánime)            | UFC on Fox: Evans vs. Davis                             | 28 de enero de 2012      | 3     | 5:00   | Chicago, Illinois           |                                                     |
| Derrota   | 9–6    | Paul Sass             | Sumisión (inverted heel hook) | UFC Live: Cruz vs. Johnson                              | 1 de octubre de 2011     | 1     | 3:00   | Washington D. C.            |                                                     |
| Victoria  | 9–5    | Edward Faaloloto      | TKO (golpes)                  | UFC Live: Kongo vs. Barry                               | 26 de junio de 2011      | 1     | 4:42   | Pittsburgh, Pensilvania     |                                                     |
| Derrota   | 8–5    | Jonathan Brookins     | Decisión (unánime)            | The Ultimate Fighter: Team GSP vs. Team Koscheck Finale | 4 de diciembre de 2010   | 3     | 5:00   | Las Vegas, Nevada           | Perdió la final del torneo The Ultimate Fighter 12. |
| Victoria  | 8–4    | Chris McDaniel        | TKO (golpes)                  | FM: Productions                                         | 30 de enero de 2010      | 1     | 4:34   | Springfield, Misuri         |                                                     |
| Victoria  | 7–4    | Ramiro Hernández      | Decisión (unánime)            | Titan Fighting Championship 15                          | 18 de diciembre de 2009  | 3     | 5:00   | Kansas City, Kansas         |                                                     |
| Victoria  | 6–4    | Aaron Derrow          | TKO (golpes)                  | Xtreme Cage Fighter 10                                  | 3 de octubre de 2009     | 1     | 0:43   | Springfield, Misuri         |                                                     |
| Derrota   | 5–4    | Eric Marriott         | Sumisión (heel hook)          | FM: Productions                                         | 9 de mayo de 2009        | 2     | 1:32   | Springfield, Misuri         |                                                     |
| Victoria  | 5–3    | Clay French           | Sumisión (kimura)             | Fuel Fight Club                                         | 10 de abril de 2009      | 1     | 3:16   | Lake Ozark, Misuri          |                                                     |
| Derrota   | 4–3    | Joe Brammer           | Sumisión (guillotine choke)   | Midwest Cage Championships 19                           | 14 de marzo de 2009      | 4     | 3:45   | Des Moines, Iowa            |                                                     |
| Derrota   | 4–2    | James Krause          | Sumisión (triangle choke)     | FM: Productions                                         | 22 de noviembre de 2008  | 1     | 2:55   | Springfield, Misuri         |                                                     |
| Victoria  | 4–1    | Warren Stewart        | TKO (golpes)                  | FM: Productions                                         | 13 de septiembre de 2008 | 1     | 2:37   | Springfield, Misuri         |                                                     |
| Victoria  | 3–1    | Lucas Gwaltney        | Decisión (mayoritaria)        | Midwest Fight League                                    | 25 de julio de 2008      | 3     | 5:00   | Columbia, Misuri            |                                                     |
| Derrota   | 2–1    | Ted Worthington       | Sumisión (triangle choke)     | MCC 13: Contenders                                      | 25 de abril de 2008      | 3     | 1:29   | Urbandale, Iowa             |                                                     |
| Victoria  | 2–0    | Steve Schneider       | Sumisión (choke)              | FM: Productions                                         | 18 de abril de 2008      | 1     | 2:12   | Springfield, Misuri         |                                                     |
| Victoria  | 1–0    | Chauncey Prather      | TKO (golpes)                  | FM: Productions                                         | 1 de febrero de 2008     | 1     | 1:12   | Springfield, Misuri         |                                                     |